# Долинське (Мелітопольський район)
Доли́нське (до 1945 — Йоганесру, Йоганесруе) — село в Україні, у Мелітопольському районі Запорізької області. Входить до складу Новенської селищної громади. Населення становить 784 осіб. До 2019 року орган місцевого самоврядування — Фруктівська сільська рада.

## Географія
Село Долинське розташоване за 2 км від правого берега річки Тащенак, на відстані 2,5 км від сіл Кирпичне та Ромашки. Поруч проходить автомобільна дорога М14 (E58) і залізниця, станція Тащенак за 3,5 км.
У селі бере початок річка Балка Добра.

## Населення

### Мова
Розподіл населення за рідною мовою за даними перепису 2001 року:
| Мова            | Кількість | Відсоток |
| --------------- | --------- | -------- |
| російська       | 678       | 86.48%   |
| українська      | 89        | 11.35%   |
| циганська       | 7         | 0.89%    |
| інші/не вказали | 10        | 1.28%    |
| Усього          | 784       | 100%     |

## Історія

### Стародавня історія
У кургані на околиці Долинського було розкопано 8 поховань епохи бронзи (III—II тисячоліття до н. е.) та 2 сарматських поховання (II ст. до н. е. — II ст. н. е.).

### Російська доба

#### Гуттерійська колонія
Село було засноване німецькими колоністами - гуттерами, лютеранами та менонітами в 1852 році (за іншими даними, у 1830 році) і названо на честь менонітського землевласника і громадського діяча Йоганна Йоганович Корніса (1789—1848). Засновниками села були 17 сімей з гуттерської колонії Гуттерталь, з чим пов'язана інша назва Йоганнесруе — Новий Гуттерталь, або Ней-Гуттерталь. Ной-Гуттерталь засновано 1856 року.
В Україні гуттерити мали відносний добробут. Коли вони жили серед німецькомовних менонітів у Молочній, вони прийняли дуже ефективну форму менонітського землеробства, яку запровадив Йоганн Корні.
Випробування щодо створення спільного проживання в Йоганнісруе після 1864 році не увінчалися успіхом. У 1864 році законопроєкт про початкові школи зробив російську мовою навчання в школах. Також у 1871 році законом було введено обов'язкову військову службу. Це спонукало менонітів та гуттеріїв складати плани еміграції.Так тривало до 1877 року, після того, як гуттерити переїхали до Південної Дакоти, перш ніж кілька родин з Йоганнісруга, очолювані проповідником Якобом Віпфом, створили третю групу з спільним життям - Легрерльойт.

#### Меннонітська колонія
Незабаром після заснування села, жителі Йоганнесруе відмовилися від зрівняльного гуттерського способу життя. У 1876—1877 роках гуттери виїхали до Південної Дакоти і село купили меннонітські колоністи — вихідці з пришибських колоній.
Станом на 1886 рік у колонії німців Йоганесру, центрі Йоганесруської волості Мелітопольського повіту Таврійської губернії, мешкало 349 осіб, налічувалося 46 дворів, існувала школа.
7 (20) листопада 1917 року, відповідно до Третього Універсалу Української Центральної Ради, увійшло до складу Української Народної Республіки.  
До Жовтневого перевороту в селі працювала цегельня, діяла школа.

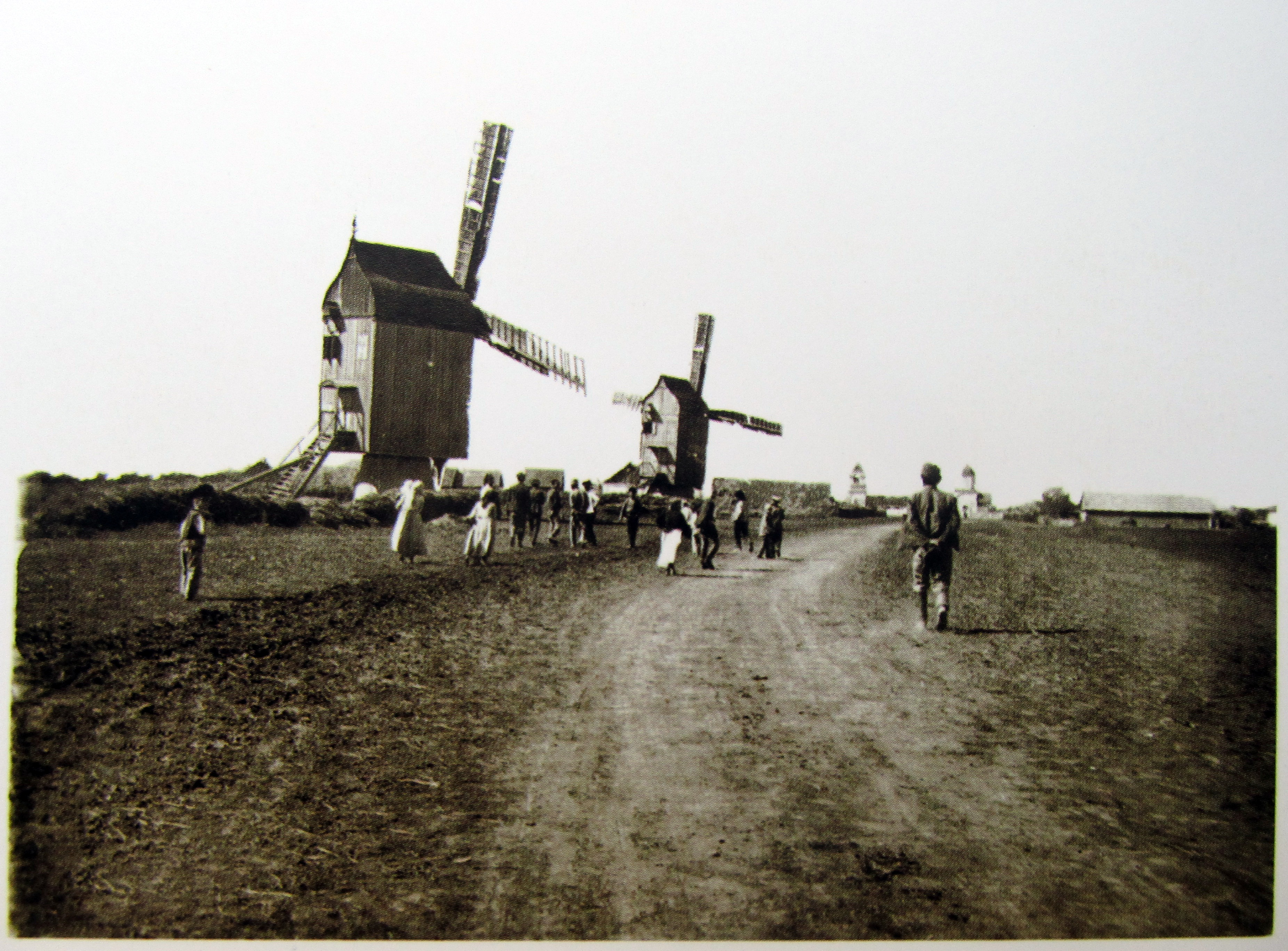
Вітряки колонії Йоганесруе, 1918 рік
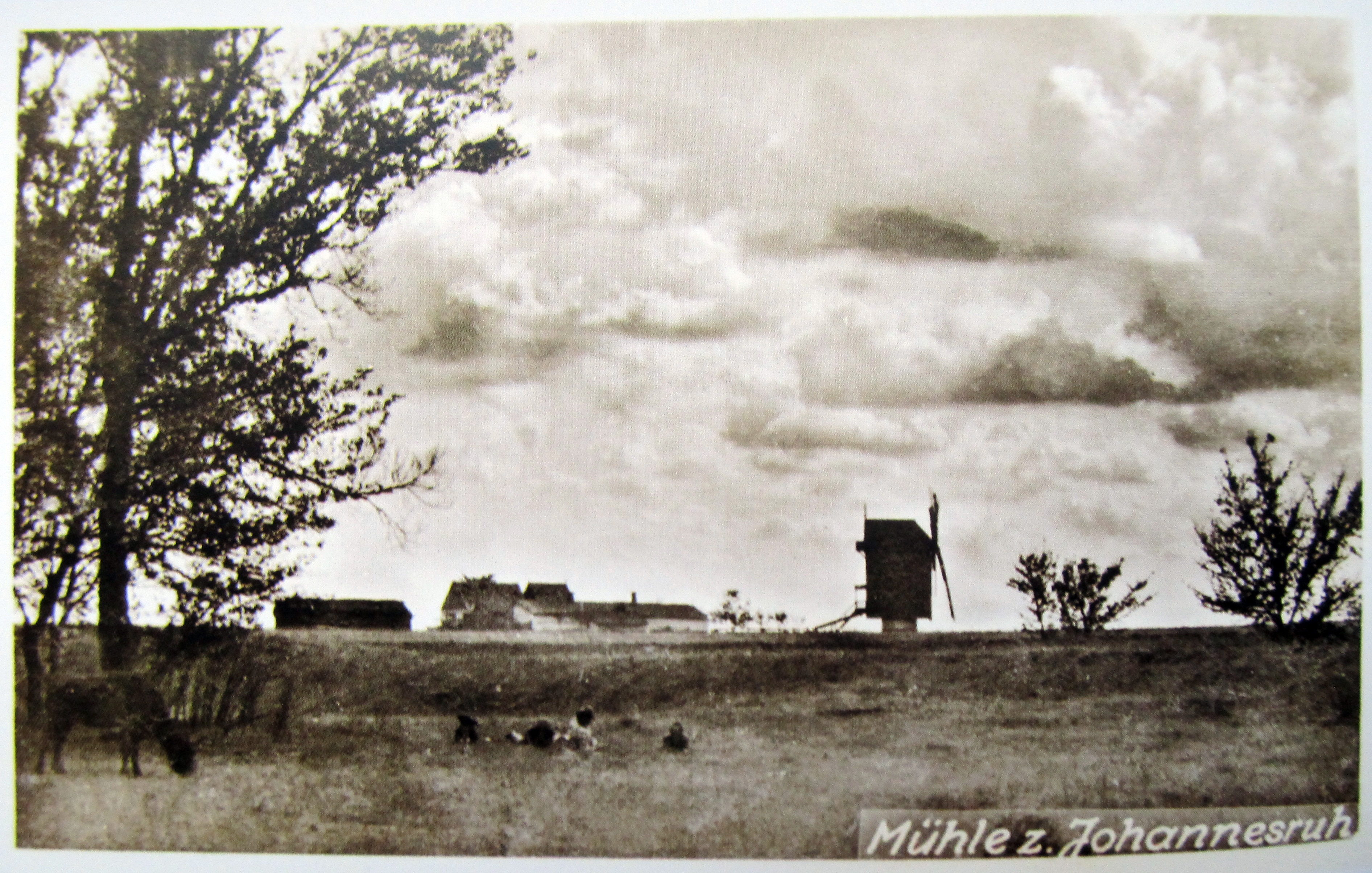
Вітряки колонії Йоганесруе, 1918 рік

### Радянська доба
У 1926 році Йоганнесруе було центром сільради.
Під час Голодомору 1932-33 років 12 жителів села померли від голоду.
25 вересня 1941 року, коли окупація Мелітопольського району німецькими військами стала неминуча, районні органи НКВД почали операцію з депортації етнічних німців і менонітів, що проживають у селах району, а вже на початку жовтня село було зайняте німецькими військами.
24 жовтня 1943 року Іоганнесруе було звільнено від німецької окупації.
У 1945 році село було перейменоване в Долинське.
У 1965 році в Долинському відкрилася школа, розрахована на 150 учнів.

## Економіка
- «Долинське», кооператив.

## Об'єкти соціальної сфери
- Школа I—II ст.  [Архівовано 4 листопада 2019 у Wayback Machine.]
- Фельдшерсько-акушерський пункт.
- Свято-Микільський храм. Підпорядкований Запорізькій єпархії УПЦ Української православної церкви Московського патріархату[13].

## Постаті
- Євдокімов Роман Віталійович (1990—2014) — молодший сержант Збройних сил України, учасник російсько-української війни.